# Шинкаренко Олег Вікторович
Оле́г Ві́кторович Шинкаре́нко (нар. 20 лютого 1976) — український журналіст та письменник. Член Національної спілки письменників України.

## Біографічні відомості
Олег Шинкаренко народився 20 лютого 1976 року у Запоріжжі. Закінчив Запорізьку інженерну академію (інженер з автоматики та контрольно-вимірювальних приладів), Класичний приватний університет (перекладач з англійської) та Міжнародну Академію Журналістики (Intajour, Hamburg). Працював інженером, а також кореспондентом декількох місцевих видань. З 2008 року мешкає у Києві, де займається журналістикою. Редагував сайт літературного конкурсу «Коронація слова» [Архівовано 3 травня 2012 у Wayback Machine.]. З 2002 року очолював Запорізький кіноклуб «Сходження», керував кіноклубом при видавництві «Смолоскип».
Знімав відеоматеріали для проєкту ВідеоТеКа (видеоподсайту «Телекритика»).
Під час Євромайдану написав багато статей про події в Україні для американського сайту The Daily Beast [Архівовано 10 березня 2016 у Wayback Machine.]. Писав також для проєктів  та Future Challenges [Архівовано 11 березня 2016 у Wayback Machine.].
З 2013 року працює на «Громадському Радіо», для якого створював два авторських подкасти: «Філософський Барабан» та «Механіка Революції». Від 2016 до 2018 року разом з Українською Гельсінською спілкою з прав людини створював подкаст «Правова Абетка».

## Творчість
Література
Перше оповідання написав наприкінці 80-х. Шкільне захоплення науковою фантастикою, постмодернізмом та чорним гумором вплинуло на стиль його прози, надавши їй вкрай гротескного нахилу. Друкувався у виданнях «НАШ», «ШО», «Хрещатик», «Forbes Україна», «Index on Censorship». У 2006 році отримав літературну премію від видавництва «Смолоскип» за збірку оповідань «Як зникнути повністю» («Смолоскип». Київ, 2007).
У 2009 році закінчив перший роман під робочою назвою «Смачного!», присвячений молодіжній субкультурі людожерів.
У 2013 році написав роман «Кагарлик» — сатиричну антиутопію про життя в Україні у 2114 році, через сто років після вторгнення російської армії та багатьох інших трагічних подій. Роман присвячено пошукам відповіді на питання про справжню ідентичність людини. Книжка видана у 2014 році у «Видавництві Сергія Пантюка». Друге видання роману вийшло у 2015 році у видавництві «Люта Справа». Третє видання роману «Кагарлик» у перекладі англійською мовою вийшло у видавництві Kalyna Language Press.
У 2016 році написав роман «Перші Українські Роботи», який вийшов у видавництві «Люта Справа».
У 2017 році написав роман «Череп», який вийшов у видавництві «Люта Справа».
У 2019 році написав роман «Бандера Distortion», який вийшов у видавництві «Дім Химер».
Музика
У 1994 році створив музичний ансамбль «Пропаганда чутками». Надалі грав у групах «Реліктові вантажівки», «Школа танців» та «Роза». У 2009 році створив студійний проєкт «Сирени Титана», в рамках якого записує альбом на вірші сучасних українських поетів.
Кіно
У 2007 році написав кіносценарій для фільму режисера Наталі Рекункової «Зникнення Вавілонова» за мотивами власного оповідання зі збірки «Як зникнути повністю».
Дослідження
У 2014 році, працюючи інтерном в Institute for Public Affairs (IVO), Slovak Republic, написав дослідження «Ukrainian media market in a period of transformation after the Euromaidan».

## Політичне переслідування
За негативні відгуки на адресу тоді чинного Президента Януковича В. Ф., був запрошений на співбесіду в СБУ, після чого пояснив, що різкі вислови вживав «під впливом емоцій», що вибачається перед тими, кого ці вислови могли образити, і що «постарається» більше нікого не ображати.
Янукович назвав історію з допитом блогера Олега Шинкаренко в прокуратурі «перегином СБУ».
У відповідь Олег Шинкаренко заявив, що «Єдине, що народ може робити, коли його дошкуляє своїми діями влада, — лаятися і погрожувати…»